# Andy Sayer
Andy Sayer (Brent, 6 giugno 1966) è un ex calciatore inglese, di ruolo attaccante.

## Carriera
Esordisce tra i professionisti all'età di 17 anni nella stagione 1983-1984 con il Wimbledon FC, club della seconda divisione inglese, dove rimane fino al 1986 per complessive 29 presenze ed 8 reti; passa quindi in prestito al Vasalund, con cui realizza 3 reti in 18 presenze nella prima divisione svedese. Tornato al Wimbledon, nella stagione 1986-1987 mette a segno 7 reti in 20 presenze nella prima divisione inglese, categoria in cui nell'anno seguente dopo un breve prestito al Cambridge Utd (5 presenze) gioca ulteriori 9 partite senza mai segnare.
Nell'estate del 1988 viene ceduto al Fulham, con cui gioca per un biennio in terza divisione mettendo a segno 15 reti in 58 partite di campionato. Passa poi al Leyton Orient, con cui segna 6 reti in ulteriori 30 presenze in questa categoria, intervallate da un periodo in prestito allo Sheffield Utd, con cui gioca 3 partite in prima divisione. Nell'estate del 1992 lascia il Leyton Orient e, di fatto, non gioca più nessuna partita nei campionati della Football League. Continua comunque a giocare per ulteriori quattordici stagioni a livello semiprofessionistico, ritirandosi definitivamente nel 2006, all'età di 40 anni.

## Palmarès

### Club

#### Competizioni nazionali
- Coppa d'Inghilterra: 1

Wimbledon FC: 1987-1988